# スリー・パゴダ・パス
スリー・パゴダ・パス（英語: Three Pagodas Pass、タイ語: ด่านพระเจดีย์สามองค์ - RTGS: Dan Chedi Sam Ong、ビルマ語: ဘုရားသုံးဆူ တောင်ကြားလမ်း - パヤトンズー、 三仏峠、三塔峠）はタイのカーンチャナブリー県・サンクラブリー郡とミャンマーのカレン州・パヤトンズーの国境地帯となっているテナッセーリム峠にある道のこと。カーンチャナブリー（県庁所在地）から北北西に約230kmにあるサンクラブリーの中心部から更に22キロの地点にある。

## 名称
日本語では三仏峠。上記のタイ語と英語も同じ意味である。国境付近に三つの仏塔（パゴダ）があることからこう呼ばれる。ミャンマー側の呼称はパヤトンズーという。三つのパゴダはカーンチャナブリー県の県章にもデザインされている。

## 概要
タイでは上座部仏教はここを通ってやって来てタイに広まったと信じられている。その後のアユタヤー王朝時代にはビルマ軍がタイへ侵攻するときに通過する地点であった。旧日本軍がタイに進入したときミャンマーとの間に建設した泰緬鉄道もここを通っている。1990年前後にはミャンマーの反政府勢力である全ビルマ学生民主戦線（ABSDF）のキャンプがここにあったが、ミャンマー政府軍の襲撃を受け、壊滅した。その後はミャンマーから逃げてきたモン族、カレン族が周辺の山中に難民化して住んでいるだけの僻地であったが、近年両国政府により観光地として開発が進められ、観光施設や土産物店が立ち並ぶようになった。外国人観光客も日帰りでミャンマー領内を訪れることができる。ミャンマー側にも土産物店が並ぶ。国境付近にある泰緬鉄道の線路跡は観光施設として最近作られたものである。なおタイ側からミャンマーに入国した場合、ミャンマーの他の地域へ行くことは出来ない。ただし、両国間の政治情勢により国境は閉鎖されることがあり、2007年7月現在では閉鎖が確認されていたが，2015年5月時点では日帰り観光が可能になっている。週末にタイ側からの観光ツアー（国境付近でテントを張っている業者に申し込む）に参加するのが，一般的な方法である。